# Stefan Amsterdamski
Stefan Amsterdamski (ur. 15 stycznia 1929 w Warszawie, zm. 19 lipca 2005 tamże) – polski filozof, z wykształcenia chemik, specjalizował się w metodologii filozofii i historii nauki, a także socjologii wiedzy. Tłumacz dzieł filozoficznych.

## Życiorys
W 1959 otrzymał stopień doktora na Uniwersytecie Warszawskim, a w 1963 doktora habilitowanego. W trakcie pracy zawodowej, naukowej i dydaktycznej był w latach 1954–1968 kolejno asystentem, adiunktem i docentem na Wydziale Filozoficzno-Historycznym Uniwersytetu Łódzkiego, potem przez dwa lata piastował stanowisko dziekana tego wydziału. W 1968 usunięty z uczelni w związku z antysemicką kampanią, będącą następstwem wydarzeń marcowych. Pracował później – od 1970 – jako docent w Instytucie Historii Nauki Polskiej Akademii Nauk.
W 1989 nadano mu tytuł profesora. Na stanowisku profesora pracował od 1991 w Instytucie Filozofii i Socjologii PAN.
Był znanym członkiem wielu towarzystw, m.in. Polskiego Towarzystwa Filozoficznego, Polskiego PEN Clubu, Amerykańskiego Towarzystwa Filozoficznego, Collegium Invisibile. Ponadto szeroko zajmował się działalnością społeczną i popularyzatorską oraz opozycyjną, był m.in. członkiem założycielem, wykładowcą i członkiem rady programowej Towarzystwa Kursów Naukowych (1978–1981), a pomiędzy 1983 i 1987 działał w podziemnym Społecznym Komitecie Nauki „Solidarność”. Po wprowadzeniu stanu wojennego w 1981 był internowany.
Od 1947 do 1948 należał do Polskiej Partii Robotniczej, a od 1948 do 1968 do Polskiej Zjednoczonej Partii Robotniczej. W grudniu 1975 roku był sygnatariuszem protestu przeciwko zmianom w Konstytucji Polskiej Rzeczypospolitej Ludowej (List 59). 20 sierpnia 1980 roku podpisał apel 64 uczonych, pisarzy i publicystów do władz komunistycznych o podjęcie dialogu ze strajkującymi robotnikami. Od 1980 był członkiem NSZZ „Solidarność”. Brał udział w obradach Okrągłego Stołu w ramach podzespołu ds. nauki, oświaty i postępu technicznego. W gabinecie Tadeusza Mazowieckiego zajmował stanowisko podsekretarza stanu w Urzędzie Postępu Naukowo-Technicznego i Wdrożeń (1989–1991); 12 stycznia–22 marca 1991 tymczasowy kierownik UPNTiW, znajdującego się w likwidacji w celu utworzenia KBN.
Pod koniec życia – od 1992 – współorganizował i był dyrektorem Szkoły Nauk Społecznych przy Instytucie Filozofii i Socjologii PAN, pracował także jako wykładowca Collegium Civitas. Pochowany na Cmentarzu Wojskowym na Powązkach w Alei Zasłużonych (kwatera 29A-tuje-11).

## Koncepcja ideałów wiedzy – zarys stanowiska filozoficznego
Filozofię nauki Amsterdamskiego zaliczyć można do nurtu historycznej filozofii nauki. W jego twórczości filozoficznej dwóch filozofów odegrało szczególną rolę: Karl Popper i Thomas Kuhn.
Stefan Amsterdamski poszukując charakterystycznych momentów postępowania uczonych wprowadził koncepcję ideałów nauki, jako kontrpropozycję dla ujęcia Kuhna. Pojęcie to oznaczać ma zespół uznawanych w danym czasie poglądów na cele działalności uczonych, poglądów wyznaczających zarazem jej metodę i etos. Ideał nauki ... stanowić ma consensus, w którego ramach uprawiana jest nauka jako pewien rodzaj wiedzy, a nie zespół poglądów podzielanych w jakiejś jednej, konkretnej specjalności.
Zdaniem Amsterdamskiego praktyka badawcza prowadzona na gruncie paradygmatów nie może być uznana za naukową, niezbędne do tego są zakresowo szersze, znajdujące się na innym poziomie ideały wiedzy, które spełniają rolę ostatecznej instancji orzekającej o naukowości określonego postępowania wzorce racjonalnego postępowania badawczego, rekonstruowane przez rozmaite metodologie, narzucane są przez akceptowane ideały wiedzy naukowej.
To właśnie one ingerować mają w funkcjonowanie paradygmatu i decydować o jego ostatecznej postaci.
Formułowanie norm jakiegokolwiek postępowania sensowne i możliwe jest bowiem wówczas tylko, gdy uznane już zostały cele, których realizacji zalecenia te mają służyć. Tak więc każda metodologia explicite lub implicite zakłada jakiś ideał nauki, którego realizacji ma sprzyjać
Refleksję nad nauką ujął w dwóch perspektywach:
1. analizy roli aktualnie obowiązującego ideału nauki w ogólnym kontekście kulturowym;
2. wyznaczania norm i poszukiwania środków do realizacji danego ideału nauki umożliwiających mu poprawne funkcjonowanie. Filozofia ma tu znaczenie pierwszorzędne, bowiem formułując określone ideały nauki, ma decydujący wpływ na jej charakter, a kategoria ideału wiedzy stanowi pomost łączący filozoficzny namysł z praktyką badawczą. Zatem poglądy filozoficzne wpływają na rozwój wiedzy naukowej nie bezpośrednio, lecz właśnie za pośrednictwem ideałów poznania, które one rodzą, legitymizują lub podważają; te zaś dopiero wyznaczają z kolei dopuszczalne na ich gruncie reguły metodologiczne.

Ideały wiedzy pełnią następujące funkcje. Wyznaczają granice działalności naukowej i problemy badawcze umożliwiając tym samym rozwiązywanie zagadek nurtujących uczonego. Ponadto określają etos naukowy (opierający się jego zdaniem na kilku podstawowych normach, takich jak: bezinteresowne poszukiwanie prawdy; podawanie wyników własnej działalności naukowej do publicznej wiadomości; uznanie, że wartość wyników nie zależy ani od miejsca, ani od czasu ich sformułowania, ani od ich autorstwa; podawanie wszystkich zastrzeżeń w publikacjach, celem najszybszej eliminacji błędów), organizują pracę uczonych, skupiają ich w ramy wspólnoty badawczej. I wreszcie są współwyznacznikiem reguł metodologicznych dla badań naukowych, niezbędnych dla formułowania praw, akceptacji (odrzucania) twierdzeń i zadowalającego wyjaśniania zjawisk. Uznawanie określonych reguł metodologicznych idzie w parze z akceptacją przez uczonych określonych przekonań ontologicznych i teoriopoznawczych, dotyczących budowy świata i sposobów jego poznawania.
Kulturowa (społeczna) akceptacja określonego ideału wiedzy polega na jego instytucjonalizacji, i profesjonalizacji. Instytucjonalizacja polega na wpleceniu go w ramy określonego systemu społecznego, drogą uznania tej działalności za doniosłą dla danego społeczeństwa i, z drugiej strony, wytworzenia odpowiednich norm czuwających nad urzeczywistnianiem celów stawianych przed działalnością naukową. Nadaje, więc instytucjonalizacja działalności naukowej określony status społeczny, bez którego pozostawałaby ona w wymiarze społecznym niezauważana i nieistotna. Profesjonalizacja ideału umożliwia utrzymanie ciągłości badań w ramach określonej dziedziny wiedzy. Stanowią ją te wszystkie procesy, w wyniku których prowadzone badania przestają być prywatną sprawą jednostki, stając się dość ściśle skodyfikowanym obowiązkiem zawodowym.
Amsterdamski zauważył, że poszukiwanie początku nauki, w oparciu o materiał historyczny, w oderwaniu od jakiegokolwiek ideału wiedzy nie jest możliwe: Kto, na przykład traktuje naukę jako bezinteresowne dążenie do prawdy ważnej zawsze i wszędzie, widzieć będzie jej źródła przede wszystkim w kosmologicznych i filozoficznych dociekaniach Greków ... Kto z kolei sądzi, że istotą wiedzy naukowej jest ścisły, matematyczny charakter, że tyle jest prawdy w wiedzy, ile w niej matematyki, podkreślać będzie rolę matematycznych osiągnięć Babilończyków.
Ideał nauki wyłaniający się z, początkowo słabo sprecyzowanej, działalności do powszechnej akceptacji potrzebuje dwóch czynników. Po pierwsze, konwencjonalnego uznania za powszechnie ważny i uniwersalny, po drugie, zgodności z pewnymi, skądinąd już zaakceptowanymi wartościami, obowiązującymi w danej grupie ludzi. Mówiąc krótko, zdaniem Amsterdamskiego, o początkach nauki mówić można wyłącznie z perspektywy tego ideału wiedzy, w ramach którego się funkcjonuje. Protoplastów szuka się tylko tam, gdzie sformułowane są podobne do naszego ideały wiedzy.
Upadek ideału, zdaniem Amsterdamskiego, następuje wtedy, gdy mamy do czynienia z kryzysem wiedzy, polegającym na tym, że ideał wiedzy przestaje być zgodny z określonym dla niego etosem naukowym – praca w jego ramach nie odpowiada lub wykracza poza funkcje początkowo dla niego wyznaczone. Proces upadku zapoczątkowany jest tym, że uczeni odchodzić zaczynają od powszechnie przyjętych zasad wyznaczanych przez dany ideał i zaczynają uznawać inne. Twierdzi on, że każda sytuacja kryzysowa jest specyficzna dla określonego ideału, nie ma zatem ścisłego procesu upadku ideału, dającego się odnieść do każdego przypadku.
Podsumowując, Amsterdamski zmierzał do szerszego niż Kuhn ujęcia rozwoju wiedzy naukowej, podjął też próbę uwypuklenia roli filozofii w tworzeniu wiedzy naukowej. Jego koncepcja ideałów wiedzy klasyfikuje się w metodologii normatywnej, z drugiej zaś strony wyraźnie odrzuca on ponadhistoryczność jakichkolwiek metodologicznych nakazów: nauką jest to tylko, co w danym momencie określane jest jako naukowe, czyli akceptowane przez grupę uważaną za naukową.

## Wybrane publikacje
- 1965: Filozoficzne interpretacje pojęcia prawdopodobieństwa
- 1974: Między doświadczeniem a metafizyką
- 1983: Między historią a metodą
- 1983: Nauka a porządek świata